# Hans Van Bylen
Hans Van Bylen (* 26. April 1961 in Berchem, Belgien) ist ein belgischer Manager. Er war von Mai 2016 bis Dezember 2019 Vorstandsvorsitzender (CEO) von Henkel und von September 2018 bis März 2020 Präsident des Verbandes der Chemischen Industrie. Am 24. Oktober 2019 gab Henkel bekannt, dass Hans Van Bylen das Unternehmen zum Jahresende 2019 verlässt und Carsten Knobel, der zu diesem Zeitpunkt Finanz- und Einkaufsvorstand von Henkel war, am 1. Januar 2020 der neue Vorstandsvorsitzende werden soll.

## Ausbildung
Van Bylen studierte an der Universität Antwerpen Betriebswirtschaftslehre und schloss mit einem Diplom der Wirtschaftswissenschaften und einem Master of Business Administration (MBA) ab. Er absolvierte weitere Management-Entwicklungs-Programme, u. a. an der Harvard Business School. Er spricht neben Niederländisch auch fließend Englisch, Deutsch und Französisch.

## Karriere
Van Bylen fing 1984 bei Henkel in Belgien als Produktmanager an. Nach Positionen im Marketing für Waschmittel und Kosmetikprodukte übernahm er die Verantwortung für verschiedene Geschäftsbereiche und Länder sowie Regionen. 2005 wurde Van Bylen Mitglied der Geschäftsführung und war als Executive Vice President für das Beauty Care-Geschäft verantwortlich. Im Mai 2016 wurde er zum Vorstandsvorsitzenden von Henkel berufen und trat damit die Nachfolge von Kasper Rorsted an, der zum Sportartikelhersteller adidas wechselte. Im Juni 2016 übernahm Henkel unter seiner Leitung die US-amerikanische Waschmittelgruppe Sun Products für 3,5 Mrd. Euro. Im November 2016 stellte er die neue Unternehmensstrategie (Henkel2020+) vor. Hans Van Bylen war Mitglied in verschiedenen Gremien in den USA und Deutschland. Von September 2018 bis März 2020 war er Präsident des Verbands der Chemischen Industrie.

## Familie
Hans Van Bylen ist verheiratet und hat drei Kinder.